# Army of Ghosts
"Army of Ghosts" (intitulado "O Exército de Fantasmas" no Brasil) é o décimo segundo episódio da segunda temporada da série de ficção científica britânica Doctor Who, transmitido originalmente através da BBC One em 1º de julho de 2006. É a primeira de uma história dividida em duas partes, sendo concluída em "Doomsday" na semana seguinte. Ambos foram escritos por Russell T Davies e dirigidos por Graeme Harper.
O episódio se passa em Londres, algum tempo depois dos eventos de "Love & Monsters". Durante esse tempo, a população da Terra se acostumou a aparições intermitentes de fantasmas. O alienígena viajante do tempo conhecido como o Doutor (David Tennant) rastreia a fonte das aparições até o Instituto Torchwood, onde descobre que os Cybermen de um universo paralelo cruzaram uma brecha no vazio entre os mundos seguindo uma nave esférica através de uma brecha interdimensional controlada pelos Daleks.
O episódio foi assistido por 8,19 milhões de telespectadores no Reino Unido e foi geralmente bem avaliado pelos críticos, sendo indicado junto com "Doomsday" ao Prêmio Hugo de 2007 de Melhor Apresentação Dramática, Forma Curta.

## Enredo
Jackie mostra ao Décimo Doutor e a Rose uma silhueta vagamente humanoide e luminosa que aparece momentaneamente em seu apartamento, que ela insiste ser o fantasma de seu falecido pai. Jackie explica que, nos últimos dois meses, milhões dessas aparições começaram a aparecer em todo o mundo e os humanos passaram a aceitá-los e a acreditar que são manifestações de entes queridos.
Conduzindo um experimento, o Doutor determina que os fantasmas são, na verdade, impressões de algo forçando seu caminho para este universo. Ele rastreia o sinal e usa a TARDIS para viajar até lá com Rose e Jackie, chegando ao Instituto Torchwood em Canary Wharf. O Doutor e Jackie são levados por soldados para ver a diretora, Yvonne Hartman, enquanto a TARDIS é apreendida com Rose dentro. Yvonne mostra ao Doutor a brecha invisível que é a fonte da energia fantasma, junto com uma nave que passou pela brecha: uma "nave do Vazio", projetada para existir no espaço entre universos conhecido como Vazio. Torchwood construiu o One Canada Square ao redor da brecha e conduziu experimentos nela, forçando-a a abrir em uma tentativa de aproveitá-la como uma fonte de energia. Yvonne também revela ao Doutor que seu encontro com a Rainha Vitória o tornou um inimigo do estado e foi o catalisador para a criação de Torchwood.
Enquanto isso, Rose, disfarçada de funcionária de Torchwood, sai da TARDIS e ganha acesso à câmara da esfera, onde encontra Mickey, também disfarçado. Enquanto isso, uma guarda avançada de Cybermen subverte e manipula outros três funcionários para iniciar um turno fantasma não programado para abrir a brecha à força, fazendo com que milhões de fantasmas apareçam pelo mundo antes de se materializarem em sua verdadeira forma de Cybermen. Ao mesmo tempo em que eles aparecem, a esfera é ativada de repente e começa a se abrir. Os Cybermen são similarmente alheios às origens da esfera; eles simplesmente seguiram seu curso através da brecha.
Na câmara da esfera, Mickey explica a Rose que após uma batalha no universo paralelo, os Cybermen desapareceram misteriosamente. Ele encontrou seus meios de fuga e retornou ao seu universo nativo com a intenção de detê-los. Mickey acredita que os Cybermen estão no controle da esfera e produz uma arma para destruir o que quer que esteja nela. No entanto, Rose fica horrorizada quando a esfera se abre e revela que seus ocupantes são quatro Daleks.

### Continuidade
A maior parte deste episódio se passa no Instituto Torchwood, que é visto em tela pela primeira vez. A frase "Torchwood" originou-se de um anagrama de Doctor Who usado para esconder as fitas com as filmagens brutas durante as gravações da primeira temporada. Foi uma "palavra de arco" usada na maior parte da segunda temporada, começando com o episódio "Bad Wolf" ainda na primeira.
O dispositivo de enredo secundário do episódio são os Cybermen, do universo paralelo apresentado em "Rise of the Cybermen" e "The Age of Steel". Os Cybermen rompendo folhas de plástico são um tema recorrente em todas as aparições dos Cybermen, em particular, The Tomb of the Cybermen (1967), The Invasion (1968) e Earthshock (1982). O conceito de um CyberRei, mencionado por Mickey, acabaria se concretizando em "The Next Doctor" (2008).

## Produção

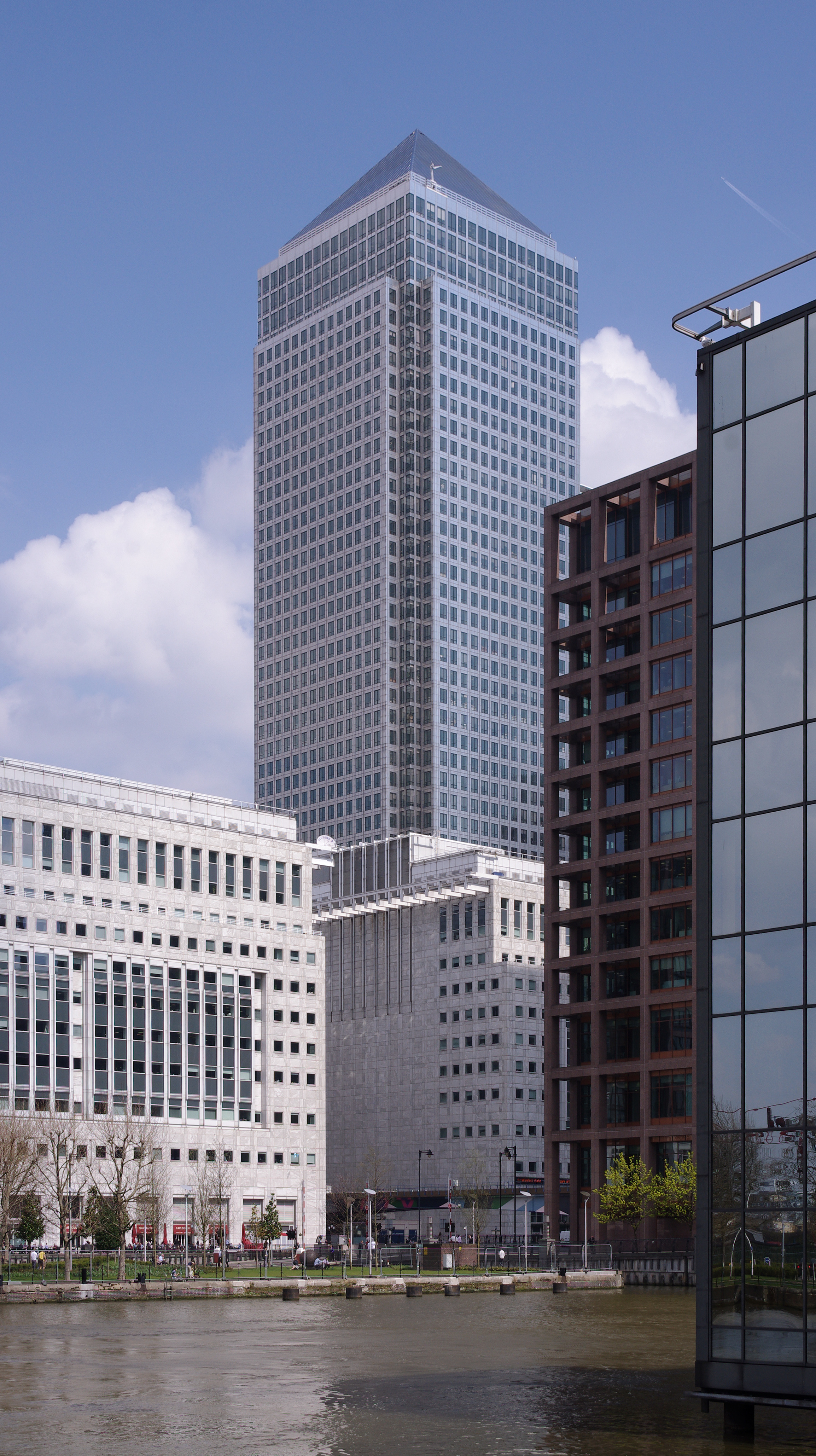
O One Canada Square foi usado como a Torre Torchwood no episódio.

O final de duas partes compreendendo "Army of Ghosts" e "Doomsday" originalmente aconteceria em Cardiff na fenda temporal que era o foco dos episódios "The Unquiet Dead" e "Boom Town". Com a encomenda do spin-off Torchwood em 2005, Russell T Davies decidiu ambientar a série em Cardiff e realocar "Army of Ghosts" e "Doomsday" para Canary Wharf em Londres.
Para garantir que Noel Clarke e Shaun Dingwall (Mickey Smith e Pete Tyler, respectivamente) estivessem disponíveis para as filmagens, a história foi filmada no terceiro bloco de produção da temporada, junto com "Rise of the Cybermen" e "The Age of Steel". As filmagens da história começaram em 2 de novembro de 2005 em locações em Kennington, mas essa história não se tornou o foco principal da equipe de produção até 29 de novembro, quando as filmagens começaram nas cenas dentro e ao redor da câmara da esfera. As cenas na sala das alavancas, o cenário principal da história, foram filmadas entre 12 de dezembro e 15 de dezembro, e 3 de janeiro e 5 de janeiro de 2006.
O episódio também é o primeiro episódio em que Freema Agyeman aparece. Originalmente considerada apenas para o papel de Adeola neste episódio, Davies ficou admirado com a atuação dela, especialmente ao lado de Tennant, e a chamou de volta para preencher o papel de acompanhante que Billie Piper havia escolhido deixar. Agyeman foi oficialmente anunciada para interpretar Martha Jones em 4 de julho de 2006, com o Daily Mail comentando que ela era (em vez de Mickey Smith) a "primeira acompanhante negra" do Doutor. Agyeman apareceu pela primeira vez como Martha no episódio "Smith and Jones", que explica a semelhança entre as duas personagens que ela havia retratado.
O episódio também apresenta referências a outros programas da BBC. O mais notável deles é a participação especial de Barbara Windsor como Peggy Mitchell de EastEnders, onde ela barra um fantasma que ela presume ser Den Watts no The Queen Victoria. Watts, presumivelmente morto em 1989, retornou à novela em 2003, antes de ser morto pela segunda vez em 2005, após ser retirado do programa. Além disso, a cena do One Canada Square é tirada dos créditos de abertura de The Apprentice.
As filmagens ocorreram na Coal Exchange e na Mount Stuart Square, na Baía de Cardiff.

## Transmissão e recepção
Para manter a aparição dos Daleks em segredo, a cena final foi removida de todas as fitas de pré-visualização e substituída por um cartão de título dizendo "cena final retida até a transmissão", incluindo a cópia dada à equipe de "previsão de medo" do microsite de Doctor Who.
O episódio foi assistido por 8,19 milhões de telespectadores e foi o sétimo programa mais assistido da semana, atrás de quatro jogos da Copa do Mundo e dois episódios de Coronation Street. O episódio Doctor Who Confidential de acompanhamento ganhou 570 000 espectadores. O Índice de Apreciação do episódio foi de 86, acima da linha de base média de 77 para séries dramáticas.
O episódio foi geralmente bem avaliado pelos críticos. O The Stage comentou que o episódio foi "uma disputa tensa, cheia de drama, lágrimas, adversidade e duas forças poderosas se enfrentando na batalha final", enquanto minimizava ironicamente a derrota do time de futebol da Inglaterra no início daquela noite. O autor da crítica então declarou que o cliffhanger aumentou sua afeição pelo programa. O  The Guardian comentou que o episódio foi um "Doctor Who de volta ao seu melhor", enquanto o The People elogiou o humor da cena do Doutor zapeando pelos canais. Jacob Clifton, da Television Without Pity, deu ao episódio uma nota "A−". Ahsan Haque, da IGN, deu ao episódio 9,8 de 10 (Incrível) e elogiou o ritmo do episódio e a revelação dos Cybermen e dos Daleks, concluindo que "você não poderia pedir um cliffhanger melhor".
Após sua exibição inicial, o episódio foi lançado em DVD junto com "Fear Her" e "Doomsday" em 25 de setembro de 2006. A história ("Army of Ghosts"/"Doomsday") foi indicada ao Prêmio Hugo de 2007 de Melhor Apresentação Dramática, Forma Curta.